# Anomala ganganensis
Anomala ganganensis är en skalbaggsart som beskrevs av Machatschke 1955. Anomala ganganensis ingår i släktet Anomala och familjen Rutelidae. Inga underarter finns listade i Catalogue of Life.